# Biagia Marniti
Biagia Marniti, pseudonimo di Biagia Masulli (Ruvo di Puglia, 15 marzo 1921 – Roma, 6 marzo 2006), è stata una poetessa, giornalista e bibliotecaria italiana.

## Biografia
Nata e cresciuta a Ruvo di Puglia, si trasferì prima a Bari e poi a Roma nel 1938, dove fu allieva di Giuseppe Ungaretti, dal quale fu soprannominata la nera, per via della sua natura fiera. Qui frequentò l'Università, gli ambienti culturali e mise in pratica le sue doti poetiche. Lavorò come giornalista pubblicista collaborando con riviste e varie rubriche della RAI. Inoltre nell'immediato dopoguerra lavorò presso il Ministero dell'aeronautica, all'Alto Commissariato per i profughi, nel Ministero per l'assistenza post-bellica e al Ministero dell'Interno. Nel 1951 pubblicò una raccolta di liriche, Nero amore, rosso amore e nel 1956 Città, creatura viva. L'anno successivo fu edita la raccolta Più forte è la vita, con prefazione di Ungaretti. Nel novembre del 1952 iniziò la sua carriera di bibliotecaria a Sassari per poi essere trasferita, sul finire del decennio, alla Biblioteca Angelica di Roma, ove entrò a far parte dell'Accademia dell'Arcadia. Nel 1967 pubblicò Giorni nel mondo e Il cerchio e la parola nel 1979. Morì a Roma nel 2006. 
La poetica dalla Marniti è stata influenzata dall'ermetismo ma essa tende verso un realismo oggettivo attento alla quotidianità. 

## Opere
- Nero amore, rosso amore, 1951
- Città, creatura viva, 1956
- Più forte è la vita, 1957
- Giorni nel mondo, 1967
- Il cerchio e la parola, 1979
- Sono terra che uomo ha scavato, 1985
- Il gomitolo di cera, 1990
- Racconto d'amore, 1994
- L'azzurra distanza, 2000
- Implacabili indovinelli 1941-2003, 2003